# Danmarks ambassade i Accra
Danmarks ambassade i Accra er Danmarks officielle repræsentation i Ghana. Ambassaden blev oprindeligt etableret i 1961 og genåbnede i 1991 efter en midlertidig lukning. Genåbningen markerede Danmarks styrkede fokus på diplomatiske og økonomiske forbindelser med Ghana.
Ambassadens hovedopgaver omfatter at fremme politisk dialog, støtte danske virksomheder på det ghanesiske marked og yde konsulær bistand til danske borgere i Ghana. Derudover arbejder ambassaden for at styrke samarbejdet inden for områder som handel, sundhed og uddannelse og understøtter bæredygtig udvikling og økonomisk vækst i Ghana.
Ambassaden i Accra er også sideakkrediteret til flere nabolande, herunder Guinea, Liberia, Sierra Leone, Togo og Elfenbenskysten. Dette regionale fokus sikrer en koordineret indsats og effektivitet i de bilaterale relationer mellem Danmark og disse vestafrikanske lande.

## Historie
Danmarks relationer til Ghana går tilbage til 1660'erne, hvor danske handelsfolk etablerede sig på Guldkysten og opførte blandt andet Fort Christiansborg i Accra. Efter Ghanas uafhængighed i 1957 genoptog Danmark de diplomatiske forbindelser, hvilket afspejles i ambassadens arbejde for at bygge bro mellem de historiske og moderne bånd mellem de to nationer.